# Aleksander Popławski
Aleksander Popławski, lit. Aleksander Poplavski (ur. 26 lutego 1955 w Wilnie, zm. 31 maja 2019) – litewski lekarz, polityk i przedsiębiorca narodowości polskiej, w latach 2000–2004 poseł na Sejm Republiki Litewskiej.

## Życiorys
Ukończywszy w 1973 szkołę średnią nr 19 w Wilnie, podjął studia na wydziale medycznym Wileńskiego Uniwersytetu Państwowego. W 1979 uzyskał dyplom lekarza, po czym skierowano go do pracy w Szyłokarczmie, gdzie kierował lokalną stacją sanitarno-epidemiologiczną. Po powrocie do Wilna od 1987 pracował jako lekarz w związkach zawodowych, później przeniósł się do centrum higieny, z którym związany był do 1993.
Po ogłoszeniu przez Litwę niepodległości rozpoczął działalność w biznesie, zakładając w 1993 firmę Alvoda. Dwa lata później otworzył w Wilnie kawiarnię Alina, a w 1998 restaurację Pylimėlis, której prowadzenie przejęła później jego żona.
Pod koniec lat 90. związał się z powstałym właśnie Nowym Związkiem (Socjalliberałami), z ramienia którego kandydował w wyborach 2000 w okręgu jednomandatowym Wilno-Troki. Uzyskawszy mandat poselski, wszedł w skład frakcji Nowego Związku, stał na czele sekcji polskiej tej partii. Od 2001 pozostawał posłem niezrzeszonym.
Od 2000 do 2003 zasiadał w radzie miejskiej Wilna. W 2003 wstąpił do Partii Liberalno-Demokratycznej. W wyborach parlamentarnych w 2004 bez powodzenia ubiegał się o reelekcję jako kandydat niezależny.